# الاشتراكية في أستراليا
تعود الاشتراكية في أستراليا إلى أواخر القرن التاسع عشر على الأقل. اتخذت مفاهيم الاشتراكية في أستراليا أشكالًا مختلفة عديدة، منها الاشتراكية الخيالية على طريقة إدوارد بيلامي، والمشروع الانتخابي الإصلاحي الاشتراكي الديمقراطي لحزب العمل الأسترالي المبكر، والماركسية الثورية لأحزاب كالحزب الشيوعي الأسترالي.

## نبذة تاريخية

### ما قبل الاتحاد
تأثرت الاشتراكية الأسترالية قبل الفيدرالية بشكل كبير بالأيديولوجيات الفلسفية الناشئة من الولايات المتحدة والمملكة المتحدة. لاحظ علماء الاجتماع الذين زاروا أستراليا في ذلك الوقت عدم تأثير الإيديولوجيات الاشتراكية القارية كالماركسية، واصفين أستراليا بأنها «اشتراكية بلا عقيدة». كانت أعمال الكاتب الأمريكي إدوارد بيلامي، وعلى وجه الخصوص، ذات تأثير كبير، إذ دعت إلى التأميم الديمقراطي لجميع الصناعات. كانت الرابطة الاشتراكية الأسترالية البارزة، بحلول تسعينات القرن التاسع عشر، هي «حزب العمل الاشتراكي الذي أنشأه دانييل دي ليون». اعتبر عالم الاجتماع السياسي روبن آرتشر أن «اليسارية الأسترالية كانت أمريكية أكثر من اليسارية الأمريكية نفسها» قبل الاتحاد، وذلك بسبب التأثير الكبير للكتاب الاشتراكيين الأمريكيين.

### المستعمرات الاشتراكية
تأسست مستعمرات كوزمي وأستراليا الجديدة، في أواخر تسعينيات القرن التاسع عشر، في أمريكا الجنوبية على يد مجموعات من الاشتراكيين الأستراليين.
تأسست مستوطنة أستراليا الجديدة عام 1893 على يد أنصار الاشتراكي الطوباوي وليام لين. اشتراكية لين مستوحاة من ادوارد بيلامي بالاضافة إلى اعتقاده غير التقليدي أن العرق لعب دورًا في منع المجتمع الاشتراكي من التشكل. قامت أستراليا الجديدة، بسبب هذه المعتقدات، على قيم إقامة «أخوة للبيض الناطقين بالإنجليزية» تحافظ على «خط الألوان» الذي اعتُبر ضروريًا لتحقيق الشيوعية. غادر 58 مستعمرًا أستراليا الجديدة عام 1894، بعد النزاع على الإدارة غير الكفؤة المفترضة للين، لتأسيس مستعمرة كوزمي على بعد عدة كيلومترات جنوبًا، وسرعان ما حُلت المستعمرة الأصلية.

### حزب العمال الأسترالي
تأسس حزب العمال الأسترالي الاشتراكي الديمقراطي في ذلك الوقت خلال عقد 1890، مع تشكيل حزب العمال من خلال اندماج مختلف النقابات والأحزاب الاشتراكية. تولى حزب العمال الاسترالي السلطة لفترة وجيزة على مستوى الولاية في كوينزلاند عام 1899، وهي أول حكومة اشتراكية في العالم.

### ما بعد الاتحاد

#### النقابات
كان على رأس اتحاد عمال المياه في أستراليا خلال تاريخه عدة أعضاء في الحزب الشيوعي كجيم هيلي. بدأ اتحاد العمال، في عهد هيلي، إضرابًا في عام 1938 لمنع شحن الحديد الخام إلى اليابان، احتجاجًا على غزو الصين. أعلن الاتحاد حظرًا على السفن الهولندية العاملة، التي سُميت «الأرمادا السوداء»، خلال الثورة الوطنية الإندونيسية.
كانت الاشتراكية أيديولوجية رئيسية وراء اتحاد عمال البناء والحظر الأخضر في السبعينيات. كان التيار الفيكتوري للاتحاد يرأسه في المقام الأول أعضاء من حزب الائتلاف الماوي كنورم غالاغر، في حين كان يرأس التيار في نيو ساوث ويلز أعضاء من الحزب الشيوعي الأسترالي كجاك موندي. احتل غالاغر، في عام 1974، وعدد من العمال الماويين التابعين له مكتب نيو ساوث ويلز وطردوا النقابيين التابعين للحزب الشيوعي الاسترالي. كان اتفاق المسؤولين النقابيين، من بينهم أعضاء اتفاقية الحزب الشيوعي الاسترالي، على اتفاق الأسعار والدخل عام 1983، الذي تداول معدلات أقل من العمل الصناعي للإصلاحات البرلمانية، إيذانًا على «نهاية أعمال حرب العصابات من قبل اتحاد عمال البناء، واتخاذ أنشطة احتجاج أكثر راديكالية». أُلغي تسجيل النقابة بعد ذلك بفترة وجيزة، أثناء حكم حزب العمال الهوكي، وأُدرج أعضاؤها في القائمة السوداء من العمل في مواقع البناء.